# 熒光裳鳳蝶
熒光裳鳳蝶（學名：Troides magellanus，別名：珠光鳳蝶、珠光黃裳鳳蝶、螢光翼鳳蝶、麥哲倫鳥翼蝶）在台灣又名珠光裳鳳蝶，是屬於鳳蝶科的一種蝴蝶，是裳鳳蝶屬的一種，並演化出2個亞種。此物種受到不同法例及名錄保護。
分佈範圍局限於菲律賓及台東蘭嶼之低海拔地區。模式產地為菲律賓北部之巴布煙群島及呂宋島。成蟲全年可見，飛行形態華美觸目，愛訪花。雄雌異形。幼蟲的寄主為有毒性的馬兜鈴科馬兜鈴屬各種植物。

## 語源
拉丁學名的種名「magellanus」源自並記念葡萄牙探險家斐迪南·麥哲倫（Ferdinand Magellan）。

## 保護
- 國際自然保護聯盟瀕危物種紅色名錄（IUCN）：無危物種[2]
- 國際貿易公約（CITES）：附錄Ⅱ分級之瀕危野生動物，屬於目前無滅絕危機，但管制其國際貿易的物種[1]
- 中华人民共和国原國家林業局通过行政命令将其列入《國家保護的有益的或者有重要經濟、科學研究價值的陸生野生動物名錄》[3]
- 中华民国行政院農業委員會依据《野生動物保育法》将其列为第Ⅰ級保育物種[5]

## 形態

### 幼期
卵呈橙黃色，卵殼厚，表面的有雌蝶的分泌物，使外表油亮、光滑。小幼蟲體型大，紅褐色，腹節數條白斑，肉棘橘紅色；1齡幼蟲肉棘末梢有毛叢；2齡幼蟲身體出現白色斑紋，肉棘末梢光滑；終齡幼蟲體側前細後粗白色條紋，肉棘長。蛹體側條紋褐色，胸背盾狀突起。

### 成蟲

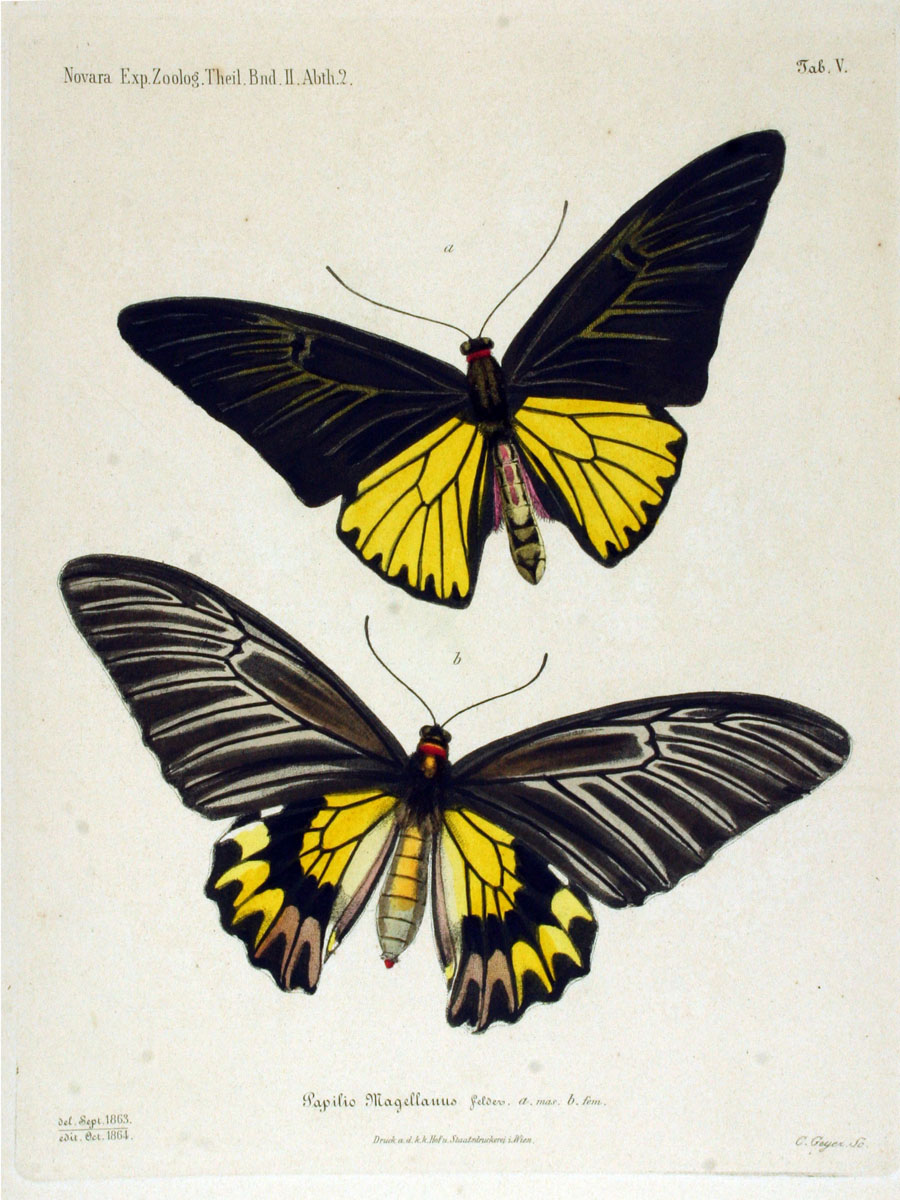
雄蝶（上）和雌蝶（下）

雄雌異形。兩性頭、胸呈黑色，前胸背板生有一環紅毛，翅基生有紅色毛。雄蝶腹部為黃灰色，背面有模糊的暗色斑，而且中央有一小片灰白色毛鱗，腹部側面有一列黑色斑點，抱器外側呈米白色；雌蝶腹部為泛黃色的灰白色，腹部側面亦有一列黑色斑點，翅底色為黑色，前翅沿翅脈兩側形成灰白色條紋。
雄蝶後翅除翅脈，外緣及内缘仍為黑色以外有一大塊半透明金黃色斑塊，該金黃色斑塊隨光線角度不同而閃現燦爛奪目的紫、青、綠等色彩的螢光；内緣褶内密生米黃色綿毛。雌蝶後翅外緣及内緣的黑色部分遠較雄蝶範圍廣，金黃色斑塊内於各翅室内側有一明顯黑色部分連成一弧形寬帶，雌蝶金黃色斑紋欠缺螢光。
雌蝶通常較雄蝶大型。雌蝶後翅金黃色斑紋分為靠近翅基的斑塊及靠近外緣的斑列兩部分，而且缺乏螢光；雄蝶則形成一整塊金黃色斑紋，並且隨光線角度不同而閃現螢光。雄蝶後翅具有内生綿毛的内緣褶，雌蝶則否。

## 習性

### 幼期
幼蟲的寄主為有毒性的馬兜鈴科馬兜鈴屬植物，在台灣的群落攝食港口馬兜鈴和印度馬兜鈴，菲律賓的群落攝食A. ramosi和A. philippensis，取食部位主要為葉片。小幼蟲停棲於寄主的葉下表面，大幼蟲則於蔓藤上，化蛹前幼蟲會爬往他處，終齡幼蟲有時會將馬兜鈴的莖環狀剝皮，使枝條的葉片凋萎。這行爲可造成植株上其他小型蝴蝶物種幼蟲無法完成生活史，進而抑制數量較龐大之小型種數量，同時能保留較多生存資源給自己的下一代利用。

### 成蟲
一年多代。全年四季可見。主要出沒於海拔0-550米地區的熱帶雨林和海岸林。會訪花。雄蝶飛行快速，好於樹冠上徘徊盤旋和滑翔；雌蝶飛翔緩慢，多半棲息在闊葉林内。雌蝶產卵不同於黃裳鳳蝶一次一粒卵, 而是經常在一片葉上產下複數卵(5-10粒), 此習性明顯有別於黃裳鳳蝶。

## 亞種
- T. m. magellanus - 指名亞種，分佈於菲律賓
- T. m. sonani (Matsumura, 1931) - 蘭嶼亞種，蘭嶼特有亞種，又名蘭嶼黃裳鳳蝶或蘭嶼金鳳蝶

## 文獻
- Rothschild, 1895, A revision of the Papilios of the Eastern Hemisphere, exclusive of Africa Novit. Zool. 2 (3): 232
- Okano, M. & J. Ohkura 1978: The geographical races of Troides magellanus (C. and R. Felder) (Lepidoptera: Papilionidae). Artes Liberales 23: 173–175.
- Rumbucher, K. and Knoetgen, B. 1999. Papilionidae IV: Troides. In: Bauer, E. and Frankenbach, T. (eds), Butterflies of the world, pp. 44. Goecke & Evers, Keltern.
- 周尧. . 中國: 河南科学技术出版社. 1999-10-01. ISBN 9787534923043 （中文（繁體））.
- Page & Treadaway, 2003, Papilionidae of the Philippine Islands Butterflies of the world, 17: 6
- Vigneron JP, Kertész K, Vértesy Z, Rassart M, Lousse V, Bálint Z, Biró LP. 2008. Correlated diffraction and fluorescence in the backscattering iridescence of the male butterfly Troides magellanus (Papilionidae). Phys Rev E Stat Nonlin Soft Matter Phys. Aug;78(2 Pt 1):021903. doi: 10.1103/PhysRevE.78.021903. Epub 2008 Aug 8. PMID 18850861. （英文）
- Mika, F., Matějková-Plšková, J., Jiwajinda, S., Dechkrong, P., & Shiojiri, M. (2012). Photonic crystal structure and coloration of wing scales of butterflies exhibiting selective wavelength iridescence. Materials, 5(5), 754-771. （英文）
- Eloise Van Hooijdonk, Carlos Barthou, Jean Pol Vigneron, and Serge Berthier, (2012) Angular dependence of structural fluorescent emission from the scales of the male butterfly Troïdes magellanus (Papilionidae) （页面存档备份，存于） , J. Opt. Soc. Am. B 29, 1104-1111 （英文）

## 外部連結
- 维基共享资源上的相關多媒體資源：熒光裳鳳蝶
- 維基物種上的相關：熒光裳鳳蝶
- Troides magellanus （页面存档备份，存于） - funet.fi （英文）